# Comuna Grebenișu de Câmpie, Mureș
Grebenișu de Câmpie (în maghiară: Mezőgerebenes, în germană: Gerbesch) este o comună în județul Mureș, Transilvania, România, formată din satele Grebenișu de Câmpie (reședința), Leorința și Valea Sânpetrului.

## Demografie
Componența etnică a comunei Grebenișu de Câmpie
     Români (84,18%)
     Romi (8,98%)
     Alte etnii (1,13%)
     Necunoscută (5,71%)
Componența confesională a comunei Grebenișu de Câmpie
     Ortodocși (80,01%)
     Adventiști (6,07%)
     Penticostali (4,64%)
     Alte religii (3,03%)
     Necunoscută (6,25%)
Conform recensământului efectuat în 2021, populația comunei Grebenișu de Câmpie se ridică la 1.681 de locuitori, în scădere față de recensământul anterior din 2011, când fuseseră înregistrați 1.684 de locuitori. Majoritatea locuitorilor sunt români (84,18%), cu o minoritate de romi (8,98%), iar pentru 5,71% nu se cunoaște apartenența etnică. Din punct de vedere confesional, majoritatea locuitorilor sunt ortodocși (80,01%), cu minorități de adventiști (6,07%) și penticostali (4,64%), iar pentru 6,25% nu se cunoaște apartenența confesională.

## Politică și administrație
Comuna Grebenișu de Câmpie este administrată de un primar și un consiliu local compus din 11 consilieri. Primarul, Lucian-Horică Dobrău[*],  politician independent, este în funcție din 1 noiembrie 2024. Începând cu alegerile locale din 2024, consiliul local are următoarea componență pe partide politice:
|  | Partid                          | Consilieri | Componența Consiliului | Componența Consiliului | Componența Consiliului | Componența Consiliului |
|  | ------------------------------- | ---------- | ---------------------- | ---------------------- | ---------------------- | ---------------------- |
|  | Alianța pentru Unirea Românilor | 4          |                        |                        |                        |                        |
|  | Partidul Social Democrat        | 3          |                        |                        |                        |                        |
|  | Partidul Național Liberal       | 2          |                        |                        |                        |                        |
|  | Partida Romilor „Pro Europa”    | 1          |                        |                        |                        |                        |
|  | Dobrău Lucian-Horică            | 1          |                        |                        |                        |                        |